# India ai Giochi della XX Olimpiade
L'India partecipò ai Giochi della XX Olimpiade che si sono svolti a Monaco di Baviera dal 26 agosto all'11 settembre 1972, con una delegazione di 41 atleti iscritti in 7 discipline per un totale di 27 competizioni. Fu la tredicesima partecipazione di questo paese ai Giochi. La squadra indiana conquistò la medaglia di bronzo nel torneo di hockey su prato dopo essere stata sconfitta in semifinale dagli eterni rivali del Pakistan.

## Medaglie
| Medaglia | Nome | Sport           | Evento          |
| -------- | --- | --------------- | --------------- |
| Bronzo   | Govin Billimogaputtaswamy Charles Cornelius Manuel Frederick Ashok Kumar Kindo Michael Galesh Mollerapoovayya Krishnamurty Perumal Ajitpal Singh Harbinder Singh Harmik Singh Kulwant Singh Mukhbain Singh Virinder Singh | Hockey su prato | Torneo maschile |